# امانوئل آمونیکه
امانوئل آمونیکه (انگلیسی: Emmanuel Amuneke؛ زادهٔ ۲۵ دسامبر ۱۹۷۰) یک بازیکن فوتبال اهل نیجریه است.
از باشگاه‌هایی که در آن بازی کرده‌است می‌توان به باشگاه ورزشی زمالک، بارسلونا، اسپورتینگ لیسبون، باشگاه ورزشی الوحدات، و باشگاه فوتبال بوسان ای‌پارک اشاره کرد.
وی در تیم ملی فوتبال نیجریه بازی کرده‌است.